# Инглис, Роберт Гарри
Роберт Гарри Инглис (англ. Robert Inglis; 12 января 1786 — 5 мая 1855, Лондон) — английский парламентский деятель (с 1824 года).
Инглис, Роберт Гарри, баронет, политический деятель, родился в Лондоне 12 января 1786 года, единственный сын сэра Хью Инглиса (1744–1820), первородным баронетом, и его первой жены Кэтрин (род.1792), дочь и единомышленница Гарри Джонсона
Роберт унаследовал титул баронета своего отца в 1820 году и был членом парламента в Дандолке (1824–1826), Рипоне (1828–1829) и Оксфордском университете (1829–1854). Он был назначен верховным шерифом Бедфордшира на 1824 год.
Энергический противник Роберта Пиля, эмансипации католиков, парламентской реформы, отмены хлебных пошлин и эмансипации евреев.